# Santa Susanna de Vilamajor
|  | Per a altres significats, vegeu «veïnat de Santa Susanna de Vilamajor». |

Santa Susanna de Vilamajor és una església parroquial al veïnat de Santa Susanna de Vilamajor, dins del municipi de Sant Pere de Vilamajor (Massís del Montseny). Tot i que és església parroquial, erròniament es parla de l'edifici com a "ermita" però mai va tenir ermità. Santa Susanna de Vilamajor és la seu parroquial al veïnat de Santa Susanna de Vilamajor. L'11 d'agost s'hi fa l'aplec de Santa Susanna, una pujada a peu des del poble de Sant Pere de Vilamajor (Vallès Oriental) a l'esglesiola de Santa Susanna. Dins del veïnat hi ha l'ermita de Sant Elies de Vilamajor. Davant de l'esglesiola hi ha el cementiri del veïnat. Està protegida com a bé cultural d'interès local.

## Descripció
Planta d'una sola nau, volta apuntada i teulada a dues vessants. La porta, senzillament motllurada, té tretze dovelles petites. Les finestres són allindanades, vora una d'elles hi ha una inscripció datada el 1683. El campanar, adossat, és una torre coronada de planta quadrangular amb buits de mig punt de maó, a dues aigües. S'hi accedeix des de l'exterior a través d'una escala. És de base quadrada amb dues finestres d'arc de mig punt a la façana est i dues més a l'oest. Actualment només hi queda una campana. Antigament estava coronat per una piràmide que fou substituïda per una coberta inclinada a una sola vessant oculta per uns merlets arrodonits. L'estat de conservació del campanar és molt dolent. Al costat de l'esglesiola, a la banda de cal Ramonet, hi havia la rectoria construïda el 1861 de planta baixa i pis que es trobava en molt mal estat. Va ser enderrocada el 1980.

## Història
L'origen de l'esglesiola és una petita capella situada lluny de l'emplaçament actual, prop del mas del Samont, al pla de la Creueta, avui enrunada. La trobem documentada des de l'any 1190 quan el comte-rei Alfons el Cast dona el mas de Vallmanya (Sant Pere de Vilamajor) de la parròquia de Santa Susanna a la Confraria de Cardedeu. El segle xvi la situació de pobresa de l'església era tal (la volta havia caigut, el campanar no podia aguantar les campanes, els altars estaven destruïts, no s'hi guardaven ni l'Eucaristia ni els crismes, mancava la pica baptismal i no hi havia il·luminació de cap mena) que l'any 1566 va caldre annexar-la a la parròquia de Sant Esteve de la Costa. El segle xvi el temple ja estava mig enrunat i la volta queia. Per aquesta raó va ser refeta el 1683. El 1566 ja havia estat incorporada a la parròquia de Sant Esteve, a la costa del Montseny. Va recuperar la seva independència sobre el 1870, però després del 1940 es va quedar sense capellà. El 1980 fou restaurada. El temple actual fou edificat el 1683 i se li donà parròquia pròpia. Es tracta d'un temple petit de 12x7 metres d'una sola nau amb volta apuntada amb capelles entre els contraforts. S'hi venera una imatge de Santa Susanna que es troba en el presbiteri sobre una lleixa en un altar provinent de l'ermita de Sant Lleïr de Vilamajor. En una finestra hi ha la inscripció "Samont me fequit 1683". La darrera restauració fou el 1980.